# Trimeresurus puniceus
Trimeresurus puniceus là một loài rắn trong họ Rắn lục. Loài này được Boie mô tả khoa học đầu tiên năm 1827.

## Hình ảnh

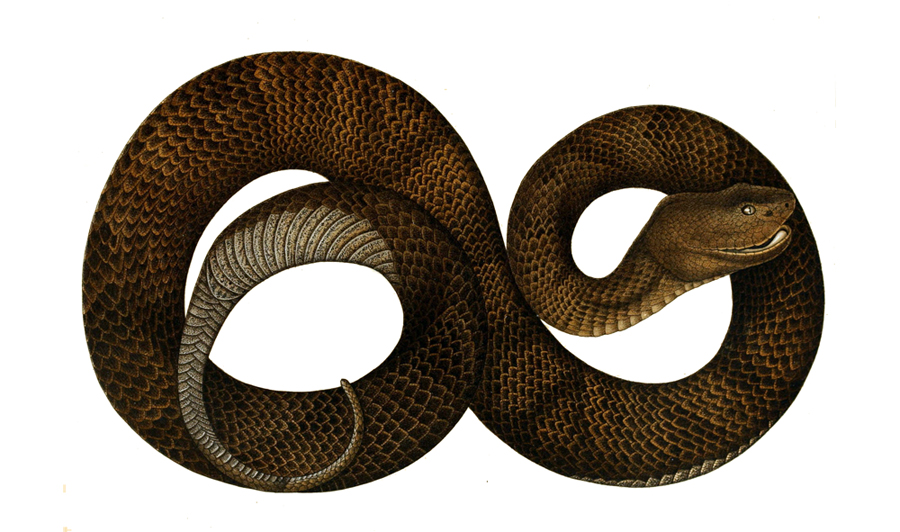